# Acanthemblemaria spinosa
Acanthemblemaria spinosa is een  straalvinnige vissensoort uit de familie van snoekslijmvissen (Chaenopsidae). De wetenschappelijke naam van de soort is voor het eerst geldig gepubliceerd in 1919 door Metzelaar.